# Yaksha (film)
Yaksha (야차?, YachaLR) è un film del 2022 diretto da Na Hyeon. Inizialmente previsto per l'uscita al cinema, a causa della pandemia di COVID-19 Yaksha è stato distribuito su Netflix l'8 aprile 2022.

## Trama
Dopo un tentativo mancato di perseguire il presidente del gruppo Sangin, il procuratore Han Ji-hoon viene trasferito dalla sede centrale di Seul all'ufficio che offre assistenza legale al NIS. Qui, Ji-hoon accetta l'incarico rifiutato da un suo superiore e viene inviato alla succursale del NIS a Shenyang, che si occupa di missioni della massima segretezza ed è coinvolta con il controspionaggio della Corea del Nord.

## Produzione
Sol Kyung-gu e Park Hae-soo furono confermati a dicembre 2019. Le riprese iniziarono il 31 dicembre 2019 e si conclusero nella prima metà del 2020.

## Accoglienza
Nella settimana dal 4 al 10 aprile 2022, Yaksha è figurato al terzo posto della classifica settimanale dei 10 film non in lingua inglese più visti su Netflix a livello globale, con 12,54 milioni di ore di visualizzazione. È stato anche il film più visto in Asia.
Kim Bo-ram di Yonhap News ha definito il film "un pulsante thriller di spionaggio ambientato nel precario panorama politico dell'Asia nord-orientale", apprezzando le scene d'azione e affermando che le sparatorie fossero "una delle parti eccezionali del film". Ha inoltre lodato la performance di Sol Kyung-gu e la sua chimica con Park Hae-soo. Archi Sengupta di Leisure Byte ha valutato il film con 3,5 stelle su 5, complimentando la ricchezza dei colori e le scene notturne, ma criticando la lunghezza e la lentezza dell'ultima parte.
James Marsh del South China Morning Post ha scritto di Yaksha che fosse "lento, prevedibile e quasi volutamente privo di brivido", concludendo "è un thriller blandamente funzionale, eseguito con competenza a regola d'arte, che purtroppo manca di qualsiasi glamour, intelligenza o stile riconoscibili".